# پیوند عشق
 پیوند عشق " Mariage d'amour " ( انگلیسی : Marriage of Love) قطعه‌ای از موسیقی پیانو سولو فرانسه است که در سال 1979 توسط پاول د سننویل ساخته شده و اولین بار توسط پیانویست ریچارد کلایدرمن و در آلبوم Lettre À Ma Mère (نامه‌ای به مادرم) در سال 1979 اجرا شده است.  بعداً ، جورج دیویدسون، پیانیست، نسخه‌ای با کمی تفاوت این قطعه موسیقی را در آلبومش "قلب من خواهد رفت" اجرا کرد. 
این نسخه بعضاً به اشتباه و به دلیل آپلود شدن در یوتیوب با عنوان اشتباهی که قبل از حذفش، به بیش از 34 میلیون بازدید رسیده بود به فریدریک شوپن به عنوان "والس بهار" نسبت داده شده است.   از مارس ۲۰۱۹، چندین نسخه جدید دیگر و با این عنوان اشتباه در YouTube موجود است که یکی از آنها حتی به بیش از 100 میلیون بازدید رسیده است. 
بعضی از هنرمندان ایرانی این اثر را با ساز ایرانی سنتور نیز اجرا کرده‌اند.

## ترکیب بندی
این قطعه با کلید سل مینور نوشته شده است . با داشتن سرعتی در حدود 72 دور در دقیقه، امضای زمانی اش چندین بار تغییر می کند که با 4/4 شروع می شود ، سپس به 5/4 و 3/4 می رود و سپس به 4/4 بازگشت می‌کند.